# Aartsbisdom Bamenda
Het aartsbisdom Bamenda (Latijn: Archidioecesis Bamendana) is een rooms-katholiek bisdom in Kameroen. De aartsbisschop van Bamenda staat als metropoliet aan het hoofd van de kerkprovincie Bamenda, een van de vijf kerkprovincies in Kameroen. Het aartsbisdom telde in 2020 zonder suffragane bisdommen 628.000 katholieken, wat zo'n 41,3% van de totale bevolking van 1.523.000 is, en heeft een oppervlakte van 10.724  km². In 2020 bestond het aartsbisdom uit 46 parochies.

## Geschiedenis
- 13 augustus 1970: Opgericht als bisdom Bamenda uit delen van het bisdom Buéa
- 18 maart 1982: Promotie tot metropolitaan aartsbisdom Bamenda en gebied verloren na oprichting bisdom Kumbo

## Speciale kerken
De metropolitane kathedraal van het aartsbisdom Bamenda is de Cathédrale Saint-Joseph in Bamenda.

## Leiderschap
- Bisschop van Bamenda
  - Paul Verdzekov (12 augustus 1970 – 18 maart 1982, later aartsbisschop)
- Metropolitaan aartsbisschop van Bamenda
  - Paul Verdzekov (18 maart 1982 – 23 januari 2006)
  - Cornelius Fontem Esua (2006-2019)
  - Andrew Nkea Fuanya (sinds 2019)

## Suffragane bisdommen
- Buéa
- Kumba
- Kumbo
- Mamfe